# C'mon You Know
C'mon You Know. è il terzo album in studio del cantautore britannico Liam Gallagher, pubblicato il 27 maggio 2022 per l'etichetta Warner Records.
Dall'album sono stati estratti cinque singoli: Everything's Electric, C'mon on You Know, Better Days, Diamond in the Dark e Too Good for Giving Up.

## Genesi e registrazione
Il terzo disco da solista di Liam Gallagher è stato annunciato il 1º ottobre 2021. L'album, che il cantante ha definito "un po' strano e diverso dagli altri due da solista", è nato durante la quarantena imposta dalla pandemia di COVID-19. In particolare, Liam Gallagher ha dichiarato:
Il titolo del disco deriva, come dichiarato da Gallagher, da un'espressione utilizzata frequentemente da John Fendley, detto Fenners, conduttore della trasmissione televisiva Soccer AM.

## Promozione
Il singolo di lancio del disco, Everything's Electric, è stato pubblicato il 4 febbraio 2022 ed è stato composto con Dave Grohl. Il singolo successivo, C'mon You Know, è stato pubblicato il 1º aprile 2022, mentre il terzo singolo, Better Days, è uscito il 22 aprile seguente.
Il tour del disco è iniziato il 1º giugno 2022 con un concerto al City of Manchester Stadium di Manchester di fronte a 80 000 spettatori ed è proseguito, il 3 e 4 giugno, con due concerti con il tutto esaurito a Knebworth Park, di fronte a 170 000 spettatori complessivi. Il 3 giugno il disco è salito al primo posto della classifica britannica degli album.

## Tracce
1. More Power – 4:23 (Liam Gallagher, Andrew Wyatt)
2. Diamond in the Dark – 3:24 (Liam Gallagher, Andrew Wyatt, Michael Tighe)
3. Don't Go Halfway – 3:21 (Liam Gallagher, Andrew Wyatt, Dan McDougall, Mike Moore)
4. C'mon You Know – 5:07 (Liam Gallagher)
5. Too Good for Giving Up – 4:03 (Liam Gallagher, Simon Aldred)
6. It Was Not Meant to Be – 3:35 (Liam Gallagher, Andrew Wyatt)
7. Everything's Electric – 3:36 (Liam Gallagher, Greg Kurstin, Dave Grohl, Friedrich Kunath)
8. World's In Need – 3:36 (Liam Gallagher)
9. Moscow Rules – 3:35 (Liam Gallagher, Andrew Wyatt, Ezra Koenig)
10. I'm Free – 3:00 (Liam Gallagher, Andrew Wyatt)
11. Better Days – 4:19 (Liam Gallagher, Andrew Wyatt, Michael Tighe, Tove Lo, Gustav Weber Vernet)
12. Oh Sweet Children – 3:14 (Liam Gallagher, Andrew Wyatt)

Tracce bonus nell'edizione deluxe
1. The Joker – 3:27 (Liam Gallagher, Andrew Wyatt, Anthony Rossomando)
2. Wave – 3:16 (Liam Gallagher, Andrew Wyatt)

## Formazione
Musicisti
- Liam Gallagher – voce, percussioni (traccia 8), batteria (traccia 9)
- Andrew Wyatt – chitarra acustica (tracce 1, 11, 12), chitarra elettrica (tracce 1–3, 6, 10–14), organo Hammond (tracce 1, 3, 14), pianoforte (tracce 1, 3, 4, 6, 10, 11, 13), effetti sonori (tracce 1, 2), sintetizzatore (tracce 1–3, 6, 8, 10, 14), basso (tracce 2–4, 6, 9, 14), batteria (tracce 2, 6), Mellotron (tracce 2, 4, 14), cori (tracce 3, 6, 9, 13, 14), programmazione batteria (tracce 3), armonica (tracce 4, 8); Moog, Pianet (traccia 4); organo (traccia 6), percussioni (tracce 6, 8, 11), arrangiamento archi (tracce 8, 11), arrangiamento legni (traccia 9), melodica (traccia 10)
- Andy Waterworth – basso (tracce 1, 5, 8, 9, 11)
- Dom Kelly – basso (tracce 1, 5, 8, 9, 11)
- Ezra Koenig – basso (tracce 1, 5, 8, 9, 11), sassofono (tracce 4, 9); pianoforte, sintetizzatore (traccia 9)
- Stephen Street – basso (tracce 1, 5, 8, 9, 11)
- Emile Haynie – programmazione batteria (tracce 1, 2), effetti sonori (traccia 2)
- Dan McDougall – batteria (tracce 1, 3–6, 14), shaker (traccia 3), percussioni (tracce 4, 5, 8), basso (traccia 5)
- Mike Moore – chitarra elettrica (tracce 1, 3, 4, 8, 14), chitarra a dodici corde (traccia 3), chitarra acustica (tracce 8, 12), chitarra fuzz (tracce 9, 12)
- Adam Noble – programmazione (tracce 1, 4–6, 8, 10, 12, 14)
- Ivan Hussey – violoncello (tracce 1, 5, 8, 9, 11), arrangiamento d'archi (traccia 5)
- Maria Collette – violoncello (tracce 1, 5, 8, 9, 11)
- Natalie Rozario – violoncello (tracce 1, 5, 8, 9, 11)
- Nick Holland – violoncello (tracce 1, 5, 8, 9, 11)
- Eliza Marshall – flauto (tracce 1, 5, 8, 9, 11)
- Helen Sanders-Hewitt – viola (tracce 1, 5, 8, 9, 11)
- Jordan Bergmans – viola (tracce 1, 5, 8, 9, 11)
- Nicola Hicks – viola (tracce 1, 5, 8, 9, 11)
- Úna Palliser – viola (tracce 1, 5, 8, 9, 11)
- Dan Oates – violino (tracce 1, 5, 8, 9, 11)
- Eos Counsell – violino (tracce 1, 5, 8, 9, 11)
- Gareth Griffiths – violino (tracce 1, 5, 8, 9, 11)
- Gillon Cameron – violino (tracce 1, 5, 8, 9, 11)
- Henry Salmon – violino (tracce 1, 5, 8, 9, 11)
- Honor Watson – violino (tracce 1, 5, 8, 9, 11)
- Jonathan Hill – violino (tracce 1, 5, 8, 9, 11)
- Katie Sharp – violino (tracce 1, 5, 8, 9, 11)
- Laura Melhuish – violino (tracce 1, 5, 8, 9, 11)
- Lizzie Ball – violino (tracce 1, 5, 8, 9, 11)
- Richard George – violino (tracce 1, 5, 8, 9, 11)
- Sally Jackson – violino (tracce 1, 5, 8, 9, 11)
- Stephen Hussey – violino (tracce 1, 5, 8, 9, 11)
- Violeta Barrena – violino (tracce 1, 5, 8, 9, 11)
- Althea Edwards – cori (tracce 1, 4, 13)
- Angel Williams-Silvera – cori (tracce 1, 4, 13)
- Hannah Khemoh – cori (tracce 1, 4, 13)
- Joel Bailey – cori (tracce 1, 4, 13)
- Kieran Briscoe – cori (tracce 1, 4, 13)
- Maleik Loveridge – cori (tracce 1, 4, 13)
- Naomi Parchment – cori (tracce 1, 4, 13)
- Nicky Brown – cori (tracce 1, 4, 13)
- Olivia Williams – cori (tracce 1, 4, 13)
- Paul Boldeau – cori (tracce 1, 4, 13)
- Paul Lee – cori (tracce 1, 4, 13)
- Philly Lopez – cori (tracce 1, 4, 13)
- Rebecca Folkes – cori (tracce 1, 4, 13)
- Renee Fuller – cori (tracce 1, 4, 13)
- Teniola Abosede – cori (tracce 1, 4, 13)
- Yasmin Green – cori (tracce 1, 4, 13)
- Simon Aldred – chitarra acustica (traccia 5)
- B. J. Cole – Pedal steel guitar (traccia 5)
- Christian Madden – pianoforte (traccia 5)
- Dave Grohl – batteria (traccia 7)
- Greg Kurstin – basso, chitarra elettrica, tastiere, percussioni (tracce 7, 11); batteria, tambura (traccia 11)
- Ariel Rechtshaid – programmazione batteria, Mellotron, contrabbasso (traccia 9)
- Bobby Krlic – arrangiamento archi (traccia 9)
- Brad Truax – basso (traccia 10)
- Gunnar Olsen – batteria (traccia 10)
- Danny L Harle – consulenza musicale (traccia 10), Mellotron (traccia 11)
- Julian Burg – programmazione batteria (traccia 11)
- Nick Zinner – chitarra elettrica (traccia 11)

Produzione
- Randy Merrill – mastering
- Mark "Spike" Stent – missaggio
- Adam Noble – ingegneria del suono (tracce 1, 2, 4, 5, 8–14)
- Will Purton – ingegneria del suono (tracce 3, 4, 10), ingegneria vocale (traccia 3), assistente ingegneria del suono (tracce 1, 8, 11, 13, 14)
- Felipe Gutierrez – ingegneria del suono (traccia 4), assistente ingegneria del suono (tracce 3, 5, 14)
- Andrew Wyatt – produzione, ingegneria del suono (tracce 6, 10, 12–14), assistente ingegneria del suono (traccia 1)
- Greg Kurstin – produzione (tracce 7, 11), ingegneria del suono (tracce 7, 11)
- Julian Burg – ingegneria del suono (tracce 7, 11)
- Matt Tuggle – ingegneria del suono (traccia 7), ingegneria aggiuntiva (traccia 11)
- Matt Wolach – ingegneria del suono (traccia 7), assistenza al missaggio
- Connor Panayi – ingegneria del suono (traccia 10), assistente ingegneria del suono (traccia 11)
- Kyle Paas – ingegneria del suono (traccia 10)
- Alex Ferguson – assistente tecnico (tracce 1, 4, 5, 8, 10–14)
- Jedidiah Rimell – assistente ingegneria del suono (tracce 4, 5, 8, 10–14)

## Classifiche
| Classifica (2022) | Posizione massima |
| ----------------- | ----------------- |
| Australia         | 5                 |
| Germania          | 10                |
| Grecia            | 48                |
| Italia            | 15                |
| Nuova Zelanda     | 9                 |
| Regno Unito       | 1                 |
| Svizzera          | 8                 |